# Elias Ymer
Elias Ymer (ur. 10 kwietnia 1996 w Skarze) – szwedzki tenisista etiopskiego pochodzenia, reprezentant w Pucharze Davisa.
Jego młodszy brat, Mikael, także jest tenisistą.

## Kariera tenisowa
Jako junior osiągnął finał Orange Bowl, a najwyżej klasyfikowany w rankingu ITF był na 5. miejscu.
W październiku 2012 roku, dzięki otrzymaniu dzikiej karty, wystąpił w kwalifikacjach turnieju w Sztokholmie. W sezonie 2013 w Båstad zadebiutował w turnieju głównym imprezy rangi ATP World Tour. W 2015 roku pomyślnie przeszedł przez kwalifikacje Australian Open i po raz pierwszy wystąpił w turnieju głównym Wielkiego Szlema, przegrywając w 1 rundzie z Gō Soedą. W tym samym roku jeszcze 3-krotnie pojawiał się w drabinkach głównych pozostałych imprez wielkoszlemowych. W kwietniu, po pokonaniu Nicka Kyrgiosa, odnotował trzecią rundę turnieju Barcelona Open Banc Sabadell.
W październiku 2016 roku Ymer wygrał wspólnie ze swoim bratem, Mikaelem, turniej gry podwójnej rangi ATP World Tour w Sztokholmie.
Najwyżej sklasyfikowany w rankingu singlistów był na 105. miejscu (11 czerwca 2018), natomiast w zestawieniu deblistów na 188. pozycji (16 października 2017).
Od 2013 roku reprezentuje Szwecję w Pucharze Davisa.

### Finały w turniejach ATP World Tour
| Legenda                                      |
| -------------------------------------------- |
| Wielki Szlem                                 |
| Igrzyska olimpijskie                         |
| Tennis Masters Cup / ATP Finals              |
| ATP Masters Series / ATP Tour Masters 1000   |
| ATP International Series Gold / ATP Tour 500 |
| ATP International Series / ATP Tour 250      |

#### Gra podwójna (1–0)
| Końcowy wynik | Nr | Data                 | Turniej   | Nawierzchnia  | Partner     | Przeciwnicy              | Wynik finału |
| ------------- | -- | -------------------- | --------- | ------------- | ----------- | ------------------------ | ------------ |
| Zwycięzca     | 1. | 23 października 2016 | Sztokholm | Twarda (hala) | Mikael Ymer | Mate Pavić Michael Venus | 6:1, 6:1     |